# Tráfico sexual

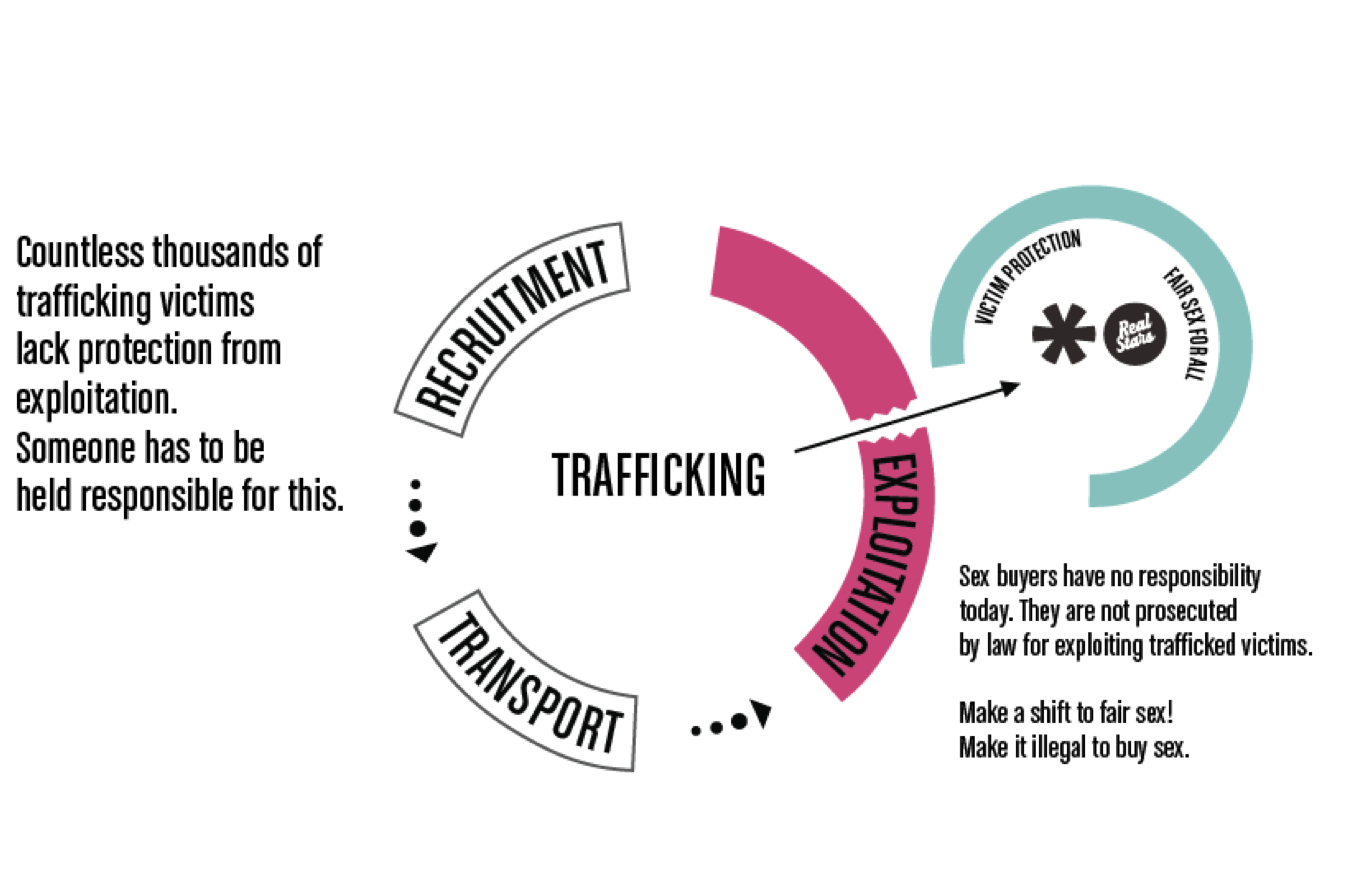
El negocio modelo para el tráfico sexual es descrito por las trabajadoras activistas suecas en contra del sexo.

El tráfico sexual se compone de dos aspectos: esclavitud sexual y trata de personas. Estos dos aspectos representan el suministro y la demanda de parte de la industria del tráfico sexual, respectivamente. Dicha explotación está basada en la interacción entre el traficante que vende una víctima (el individuo que es objeto de trata y explotado sexualmente) a clientes que llevan a cabo servicios sexuales. Estos crímenes de tráfico sexual se definen por tres pasos: adquisición, circulación y explotación. Los diversos tipos de tráfico sexual son; el turismo sexual infantil (CST), el tráfico sexual de empleadas domésticas menores de edad (DMST) o la explotación comercial sexual de niños, y la prostitución.
Según un informe de las Naciones Unidas (ONU) de 2012, hay 2.4 millones de personas en todo el mundo que son víctimas de tráfico humano en algún momento dado. En esta industria que genera 32 mil millones de dólares americanos anuales, el 80 por ciento de las víctimas están siendo explotadas como esclavos sexuales.
Según la organización internacional del Trabajo, hay 20.9 millones de personas sometidas a trabajos forzados, y un 22 por ciento (4.5 millones) son víctimas de explotación sexual forzada. Sin embargo, debido al encubrimiento de la industria de tráfico sexual, la obtención de estadísticas precisas y fiables resulta difícil para los investigadores.
La mayoría de las víctimas se encuentran en situaciones coercitivas o abusivas de las que escapar es, a la vez, difícil y peligroso. Los lugares donde esta práctica ocurre abarcan todo el mundo y reflejan una intricada red entre las naciones, lo que hace muy difícil construir soluciones viables a este problema de derechos humanos.

## Definiendo el problema

### A escala mundial
En el año 2000, los países adoptaron una definición establecida por las Naciones Unidas. La Convención de las Naciones Unidas Contra el Crimen Organizado Transnacional, el Protocolo para Prevenir, Reprimir y Castigar el Tráfico de Personas, Especialmente Mujeres y Niños, se refiere también como el Protocolo de Palermo. El Protocolo de Palermo creó esta definición. 147 de los 192 Estados miembros de las Naciones Unidas ratificaron el Protocolo de Palermo cuando fue publicado en el 2000. El artículo 3 del Protocolo de Palermo establece la definición como:
A) Por "trata de personas" se entenderá el reclutamiento, el transporte, el traslado, el alojamiento o la recepción de personas mediante la amenaza o el uso de la fuerza u otras formas de coacción, el secuestro, el fraude, el engaño o el abuso de poder o de una posición de vulnerabilidad o de dar o recibir pagos o beneficios para obtener el consentimiento de una persona que tenga control sobre otra persona, con fines de explotación.
La explotación incluirá, como mínimo, la explotación de la prostitución de terceros u otras formas de explotación sexual, trabajo o servicios forzados, esclavitud o prácticas similares a la esclavitud, la servidumbre o la extracción de órganos;
B) El consentimiento de una víctima de la trata de personas a la explotación prevista en el apartado a) del presente artículo no será pertinente cuando se haya utilizado cualquiera de los medios establecidos en el apartado a);
C) El reclutamiento, el transporte, la transferencia, el alojamiento o la recepción de un niño con fines de explotación se considerarán "trata de personas", incluso si no entrañan ninguno de los medios establecidos en el apartado a) del presente artículo;
D) "Niño": toda persona menor de dieciocho años de edad.
El Artículo 5 del Protocolo de Palermo requiere que los Estados miembros criminalicen el tráfico basado en la definición trazada en el Artículo 3; sin embargo, muchas leyes domésticas de los Estados miembros reflejan una definición más restringida que la del Artículo 3. Aunque estas naciones tienen la obligación bajo el Artículo 5, las leyes restringidas hacen que una menor cantidad de personas sean perseguidas por tráfico sexual.

## Causas
No existe un solo factor que perpetúe el tráfico sexual, más bien se trata de una red compleja e interconectada de factores sociales, gubernamentales, socioeconómicos y políticos. Siddharth Kara sostiene que la globalización y la propagación del Capitalismo Occidental conducen a desigualdad y pobreza rural, que son las causas materiales del tráfico sexual. Kara también enfatiza que hay factores en las caras de oferta y demanda del tráfico sexual, la cual contribuye a su práctica continua. Desastres naturales, discriminación de género, problemas personales los cuales incrementan la vulnerabilidad, y normas culturales las cuales discriminan ciertas poblaciones sirven como factores los cuales apoyan el lado de la oferta del tráfico de sexo. En consideración a la demanda de tráfico de sexo, Kara cree que la demanda de labor barata, las leyes de migración estrictas y policías y la participación de agentes de gobierno corruptos en el tráfico de personas como factores promotores de la industria.  Las leyes estrictas de migración son también citadas por Susan Tiefenbrun como un factor clave en la entrada de individuos en esta industria porque «las mujeres pobres buscando una mejor situación económica por emigración recurren a la asistencia financiera de usureros y traficantes sin escrúpulos».
En su obra sobre el tráfico sexual, Susan Tiefenbrun cita el alto índice de pobreza, una norma social de mínimo respeto a las mujeres, una falta de conciencia pública en este asunto, las limitadas oportunidades educativas y económicas para las mujeres; y las escasa leyes para procesar a los explotadores y traficantes, como los principales factores que presenta el tráfico sexual en los países de origen. Sin embargo, los países de destino a los cuales las trabajadoras sexuales son enviadas tienden a ser mucho más ricos comparados a los países de origen.
Como se muestra en esta investigación y en muchos otros documentos, el tráfico sexual es el resultado de una combinación de varios factores del deseo simple de individuos queriendo recoger los beneficios de aprovecharse de otros a través de la demanda por actos sexuales económicos.

## Perfil y modus operandi de los traficantes

### Tráfico controlado por proxenetas
En el tráfico controlado por proxenetas, la víctima es controlada por un solo traficante, algunas veces llamado "padrote". La víctima puede ser controlada por el traficante física, psicológica y/o emocionalmente. Con el fin de conseguir el control sobre sus víctimas, los traficantes usarán la fuerza, drogas y tácticas emocionales tanto como medios económicos. En ciertas circunstancias, incluso recurrirán a varias formas de violencia, como la violación en grupo y abuso físico y mental. Los traficantes algunas veces usan ofertas de matrimonio, amenazas, intimidación y rapto como medios para conseguir víctimas.
Un proceso común para los traficantes es primero ganarse la confianza de la víctima, en lo que se llama captación infantil. Ellos tratan de hacer que la víctima dependa de ellos. El traficante puede expresar amor y admiración, hace nobles promesas tales como hacer a la víctima una estrella, ofreciéndole un trabajo o una educación o comprándole un boleto a un nuevo lugar. Los principales tipos de trabajos ofrecidos son en el servicio e industria de hotel, en bares y clubes, modelando contratos, o un par de trabajos. Una vez la víctima esta cómoda, el proxeneta mueve a la etapa de acostumbramiento, donde ellos preguntaran a la víctima sobre tener actos sexuales con el proxeneta, en el cual la víctima puede hacerlo porque cree que es la única manera de mantener la afección del traficante. Las solicitudes progresan de ahí y puede ser difícil para la víctima escapar.
Otra táctica es para los traficantes el secuestrar a sus víctimas, a las que drogan, atan y amordazan 
para que ellas no pueden escapar ni pedir ayuda, y las mantienen en confinamiento solitario en celdas acustizadas para evitar que puedan oírlas pidiendo auxilio además de recapturarlas en caso de intentar escapar. Los proxenetas suelen buscar a sus víctimas potenciales si por ejemplo están viajando solas, están separadas de su grupo, o parecen tener baja autoestima. Ellos suelen ir a lugares como centros comerciales donde es más probable para ellos encontrar chicas sin su padres.
Los traficantes están usando medios sociales en un alto ritmo para encontrar víctimas, investigando víctimas potenciales, controlan a sus víctimas y anuncian a sus víctimas. Los traficantes a menudo se dirigen a personas quienes publican cosas que indican que están deprimidos, tienen baja autoestima o están enojados con sus padres. Los traficantes también usan las publicaciones de los medios sociales para establecer patrones y seguir las locaciones de las víctimas potenciales.
Después de que la víctima se haya unido al infractor, se utilizan varias técnicas para restringir el acceso de la víctima a la comunicación con su hogar, tales como imponer castigos físicos a menos que la víctima complazca las demandas del traficante y haciendo amenazas de dañar e incluso matar a la víctima y sus familiares. Algunas veces, las víctimas sucumbirán al síndrome de Estocolmo porque sus captores pretenderán "amarlas" y "necesitarlas", incluso yendo tan lejos como prometer matrimonio y estabilidad futura.

### Pandillas controladoras de Tráfico
En una pandilla controladora de tráfico, la víctima es controlada por más de una sola persona. La mayoría de bandas circulan su tráfico sexual ya que es más seguro y lucrativo que el tráfico de drogas. Una víctima controlada por una banda puede ser explotada sexualmente por los miembros de la banda y también por miembros fuera de la banda. Estos pueden tatuar a sus víctimas para mostrar su propiedad frente a las demás personas.

### Supervivencia sexual
En la supervivencia sexual, la víctima no es necesariamente controlada por una persona pero sí siente que debe realizar actos sexuales con el fin de obtener las comodidades básicas para sobrevivir. A dicha persona se la considera una víctima si todavía no ha alcanzado la edad legal por la que se puede consentir en el acto sexual.